# Lobocleta punctofimbriata
Lobocleta punctofimbriata là một loài bướm đêm trong họ Geometridae.